# Beverkever
De beverkever (Platypsyllus castoris) is een keversoort uit de familie truffelkevers (Leiodidae). De wetenschappelijke naam van de soort werd in 1869 gepubliceerd door Coenraad Ritsema in Petites Nouvelles Entomologiques. Ritsema dacht met een vlo te maken te hebben, terwijl John Obadiah Westwood, die zeer kort na Ritsema over dezelfde soort publiceerde in Entomologist’s Monthly Magazine, het diertje (provisioneel) plaatste in een nieuwe orde van insecten, Achreioptera. Hij gaf het de wetenschappelijke naam Platypsyllus castorinus. Uiteindelijk was het John Lawrence LeConte die opmerkte dat er sprake was van een kever.
Deze parasitaire kever wordt tot 3 millimeter lang. Zowel de larve als de volwassen kever leeft als een luis in de pels van bevers. Het diertje voedt zich met huidweefsel van de bever.